# Застава M88
Застава М88 је полуаутоматски пиштољ који се производи у крагујевачкој фабрици Застава оружје. Дизајниран је 1987. године да замени Заставу М57 и М70А, који су базирани на Токарев ТТ-33. Уведен је у употребу 1988. године.
М88 је конструисан за калибар 9×19mm Parabellum и изглед и конструкцију дели са својим претходницима, разлике су махом козметичке,  једина значајнија промена је краћа цев (М88 има дужину цеви 96 mm, док М57 и М70А имају цев дугачку 166 mm). Имао је слабу употребу у полицији и војсци, јер је 1989. године конструисан ЦЗ99. Производио се и у калибру .40 S&W (наводно у периоду од 2007. до 2010. године).
Има и варијанта пиштоља М88А, једина разлика је у поседовању екстерне кочнице на навлаци пиштоља.
Данас се користи првенствено међу цивилима, мада се користи у појединим центрима за обуку Војске Србије.
Извозио се у САД за цивилно тржиште.

## Корисници
- СФРЈ - ограничена употреба у ЈНА и полицији
- Србија - поједини центри за обуку војника, као и цивили за самоодбрану
- САД - цивили